# Biatlo nos Jogos Olímpicos de Inverno de 1980

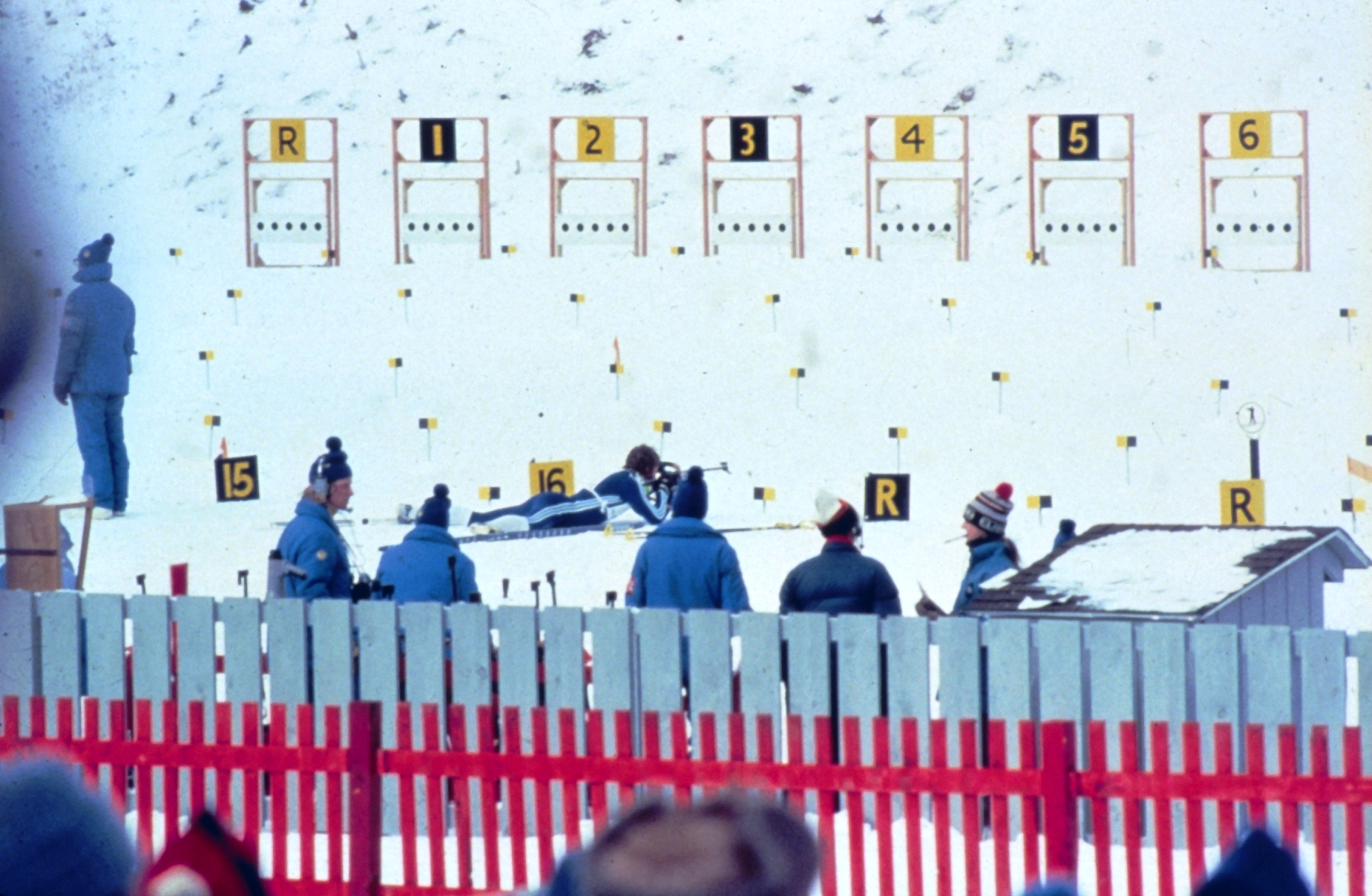
Disputa do biatlo nos Jogos

O biatlo nos Jogos Olímpicos de Inverno de 1980 consistiu de três eventos, realizados em Lake Placid, nos Estados Unidos.
A prova de velocidade em 10 quilômetros foi integrada ao programa olímpico a partir desta edição. As provas de revezamento 4x7,5 km e individual de 20 km foram mantidas.

## Medalhistas
| Evento                        | Ouro                                                                                       | Prata                                                                         | Bronze                                                                             |
| ----------------------------- | ------------------------------------------------------------------------------------------ | ----------------------------------------------------------------------------- | ---------------------------------------------------------------------------------- |
| Velocidade 10 km detalhes     | Frank Ullrich GDR Alemanha Oriental                                                        | Vladimir Alikin URS União Soviética                                           | Anatoly Alyabyev URS União Soviética                                               |
| Individual 20 km detalhes     | Anatoly Alyabyev URS União Soviética                                                       | Frank Ullrich GDR Alemanha Oriental                                           | Eberhard Rösch GDR Alemanha Oriental                                               |
| Revezamento 4x7,5 km detalhes | Vladimir Alikin Alexander Tikhonov Vladimir Barnachov Anatoly Alyabyev URS União Soviética | Mathias Jung Klaus Siebert Frank Ullrich Eberhard Rösch GDR Alemanha Oriental | Franz Bernreiter Hansi Estner Peter Angerer Gerhard Winkler FRG Alemanha Ocidental |

## Quadro de medalhas
| Ordem | País                   | Medalha de ouro | Medalha de prata | Medalha de bronze |   |
| ----- | ---------------------- | --------------- | ---------------- | ----------------- | - |
| 1     | URS União Soviética    | 2               | 1                | 1                 | 4 |
| 2     | GDR Alemanha Oriental  | 1               | 2                | 1                 | 4 |
| 3     | FRG Alemanha Ocidental |                 |                  | 1                 | 1 |
| TOTAL | TOTAL                  | 3               | 3                | 3                 | 9 |